# Предмеја
Предмеја (словен. Predmeja) је насеље у општини Ајдовшчина, покрајини Приморска која припада Горишкој регији Републике Словеније.

## Географија
Предмеја се налази на ивици крашког платоа северно од града Ајдовшчине, с погледом на Випавску долину. Заједно са гребенским селима Отлица, Ковк и Гозд, део је подручја локално познатог као Гора.
Насеље на наморској висини од 896,5 м, површине 20,74 km², имало је 379 становника (2011). У Предмеји, је највиша тачка општине Ајдовшчина врх Мали Голак, висок 1.495 м.

## Историја
До територијалне реоганизације у Словенији Предмеја се налазила у саставу старе општине Ајдовшчина.

## Становништво
На попису становништва 2011. додине, Предмеја је имала 379 становника.
| Број становниика по пописима | Број становниика по пописима | Број становниика по пописима |
| ---------------------------- | ---------------------------- | ---------------------------- |
| 1991                         | 2002                         | 2011                         |
| 395                          | 363                          | 379                          |

## Референца
1. ↑  Архивирано на веб-сајту  (15. мај 2011) (15. мај 2011) Сајт општине Ајдовшчина]
2. ↑  Туристички информативни центар Ајдовшчине. Naša dežela: Gora.
3. ↑  „Statistični urad Republike Slovenije”. Архивирано из оригинала 24. 02. 2015. г. Приступљено 17. 01. 2018.